# Kilmacud Crokes GAA
Kilmacud Crokes (en irlandais: Cill Mochuda Na Crócaigh) est un club sportif de l’association athlétique gaélique (GAA) situé dans la paroisse de Stillorgan et le comté de Dublin.

## Histoire

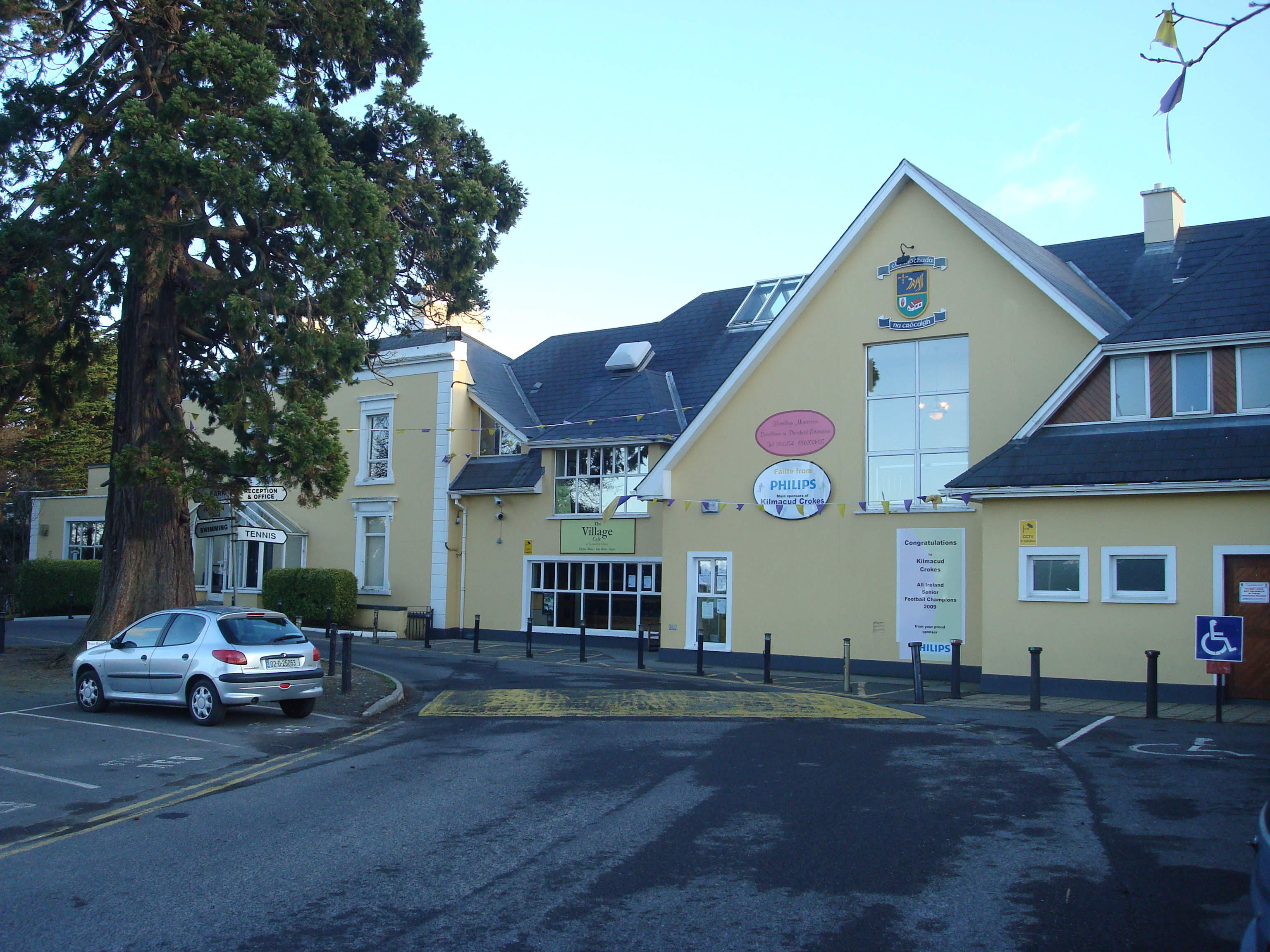
Club house des Kilmacud Crokes.

Le club Kilmacud GAA a été créé en 1959 à la suite d'une réunion publique à Saint Laurence's Hall où se trouve maintenant le centre commercial de Stillorgan.
La première réunion du club a eu lieu le 12 mars 1959. Soixante personnes y ont assisté et ont donné un shilling chacun. Le club a donc récolté 3,30 IR £ au cours de la séance.
Au départ, le club a choisi d'utiliser des maillots verts et blancs mais il a ensuite décidé de jouer avec les couleurs or et violet.
Certains disent à cause de l'école locale Scoil Lorcain Naofa qui utilise également l'or et le violet, d'autres parce que ce sont les couleurs du crocus (d'où Crokes).
En 1963, le club a acquis un terrain de six acres et demi (2,5 ha) derrière le cinéma Ormonde, Páirc de Burca, et en 1965, la maison Glenalbyn voisine a été achetée.
En avril 1966, le club des Crokes s'est joint au club de football de Kilmacud. Le nom des équipes conjointes football/hurling a été changé pour Kilmacud G.A.A. club, en Kilmacud Crokes G.A.A., en 1971.
En 1972, le club de football de St. Benburbs de Clonskeagh s'est joint à Kilmacud Crokes. Le St. Benburbs FC tient sa célébrité à la toute première finale de toute l'Irlande qui a été disputée sur leur terrain à Clonskeagh, en 1887.
En 1973, une section camogie du club est créée. En février 1996, une section féminine de football gaélique voit le jour.
Le club a remporté des titres nationaux tant au Football gaélique qu'au Hurling.

## Palmarès
- All-Ireland Senior Club Football Championships: 2
  - 1995, 2009
- Leinster Senior Club Football Championships: 4
  - 1994, 2005, 2008, 2010
- Dublin Senior Football Championships: 7
  - 1992, 1994, 1998, 2004, 2005, 2008, 2010
- Dublin Senior Hurling Championships: 5
  - 1966, 1974, 1976, 1985, 2012.

## Partenariats
La liste suivante est constituée des sponsors du Kilmacud Crokes gaa club :
| Years        | Sponsor         | Sponsor |  |
| 1959–1993    | No Sponsor      |         |  |
| 1993–2000    | Whirlpool       |         |  |
| 2000–2005    | Windsor         |         |  |
| 2005–2009    | Superquinn      |         |  |
| 2009–2013    | Philips         |         |  |
| 2013–2015    | WEEE            |         |  |
| 2015–present | Bank of Ireland |         |  |

## Joueurs notables
- Mick Bermingham
- Pat Burke
- Paddy Carr
- Niall Corcoran
- Niall Corkery
- Ray Cosgrove
- Mark Davoren
- Deirdre Duke
- Paul Griffin
- Brian Kavanagh
- Tommy Lyons
- Darren Magee
- Johnny Magee
- Paul Mannion
- Seán McGrath
- Kevin Nolan
- Liam Óg Ó hÉineacháin
- Rory O'Carroll
- Ross O'Carroll
- Paddy O'Donoghue
- Ryan O'Dwyer
- Barry O'Rorke
- Cian O'Sullivan
- Richard Stakelum
- Mark Vaughan

## Staff technique
- Hugh Kenny, (Bainisteoir), manager-entraineur.